# 王灝 (1946年)
王灝（1946年—2016年3月5日），本名王萬富。出生於臺灣南投縣埔里鎮茄苳腳，為南投草根藝術家、作家、詩人。畢業於中國文化學院中文系，曾舉辦多次水墨畫展，並多次擔任南投縣玉山文學獎評審委員，曾任大埔城藝文工作室負責人。編寫兒童鄉土劇「番婆鬼來了」。2006年獲聘為埔里鎮立圖書館第二屆駐館文學家。

## 著作
- 《大埔城記事》
- 《一葉心情》
- 《市井圖》
- 《婚嫁的故事》
- 《成長的喜稅》
- 《臺彎早期童玩野趣》
- 《南投山水歌》（台北：愛書人雜誌有限公司，2004）
- 《鄉情篇》
- 《王灝詩集》

## 外部連結
王灝藝文大雜院 （页面存档备份，存于）